# Бурдо (Савойя)
Бурдо (фр. Bourdeau) — коммуна во Франции, департамент Савойя, регион Овернь — Рона — Альпы. Входит в состав кантона Ла-Мот-Серволе, округ Шамбери. На 2013 год население коммуны составляло 553 человека. Мэр коммуны — Жан-Марк Дриве, мандат действует на протяжении 2014—2020 годов. Входит в метрополию Шамбери.
Деревня упоминается как Ecclesia de Bordels около 1100 года.

## Географическое положение
Бурдо находится на западном берегу озера Бурже. Коммуна расположена в 16 км от Шамбери на высоте от 228 до 1460 м. В Бурдо находится пик Дан-дю-Шат.

## Население
Согласно переписи 2013 года население Бурдо составляло 553 человека (50,3 % мужчин и 49,7 % женщин). Население коммуны по возрастному диапазону распределилось следующим образом: 17,6 % — жители младше 14 лет, 14,9 % — между 15 и 29 годами, 23,0 % — от 30 до 44 лет, 20,2 % — от 45 до 59 лет и 24,3 % — в возрасте 60 лет и старше. Среди жителей старше 15 лет 50,0 % состояли в браке, 50,0 % — не состояли.
Среди населения старше 15 лет (426 человек) 19,3 % населения не имели образования или имели только начальное, 22,2 % — закончили полное среднее образование или среднее специальное образование, 15,3 % — окончили бакалавриат, 43,2 % — получили более высокую степень.
В 2012 году из 355 человек трудоспособного возраста (от 15 до 64 лет) 283 были экономически активными, 72 — неактивными (показатель активности 79,7 %, в 2007 году — 78,0 %). Из 283 активных трудоспособных жителей работали 265 человек (141 мужчины и 124 женщина), 18 числились безработными. Среди 72 трудоспособных неактивных граждан 18 были учениками либо студентами, 28 — пенсионерами, а ещё 26 — были неактивны в силу других причин. В 2010 году средний доход в месяц на человека составлял 2974 €, в год — 35 688 €.
Динамика численности населения:
| Население коммуны в XIX—XXI веках |
| --------------------------------- |
|                                   |